# Rejon stanowlański
Rejon stanowlański (ros. Становлянский район) – jednostka administracyjna wchodząca w skład obwodu lipieckiego w Rosji.
Centrum administracyjnym rejonu jest sieło Stanowoje.

## Geografia
Powierzchnia rejonu wynosi 1348,95 km².
Graniczy z rejonami obwodu lipieckiego: krasnińskim, izmałkowskim i jeleckim oraz z obwodem tulskim.
Głównymi rzekami są: Palna i Siemieniek.

## Demografia
W 2018 rejon zamieszkiwało 17 397 mieszkańców.

## Podział administracyjny
W skład rejonu wchodzi: 18 osiedli wiejskich (sielsowietów) i 122 miejscowości.